# Міннігулов Тафтізан Тагірович
Тафтізан Тагірович Міннігулов (Міндігулов, (29 травня 1922 , Кусеєво, Башкирська АРСР  — 29 вересня 1943 , Брагінський район, Поліська область )) — гвардії сержант Робітничо-селянської Червоної армії, учасник Другої світової війни. Герой Радянського Союзу (1944).
Під час війни командир розрахунку міномета 62-го гвардійського кавалерійського полку 16-ї гвардійської кавалерійської дивізії (7-й гвардійський кавалерійський корпус, 61-а армія, Центральний фронт) гвардії сержант Т. Т. Міннігулов особливо відзначився при форсуванні Дніпра.

## Біографія
Тафтізан Тагірович Міннігулов народився 29 травня 1922 року в родині селянина в селі Кусеєво Бурзян-Тангануровського кантону Башкирської АРСР (нині — Баймацький район Башкортостану). За національністю башкир. Там же закінчив сім класів школи. Після закінчення школи працював у рідному колгоспі ім. Ворошилова. Потім працював на золотих копальнях.
У грудні 1941 року призваний на службу в Робітничо-селянську Червону армію Баймацьким райвійськкоматом. Навчався на курсах молодших командирів. З квітня 1942 року перебував на фронтах Другої світової війни. Брав участь у боях на Сталінградському і Центральному фронтах. 28 лютого 1943 року нагороджений орденом Червоної Зірки.
20 вересня 1943 року командир розрахунку міномета 62-го гвардійського кавалерійського полку (16-а гвардійська кавалерійська дивізія, 7-й гвардійський кавалерійський корпус, 61-а армія, Центральний фронт) гвардії сержант Тафтізан Міннігулов особливо відзначився під час боїв за населений пункт Черниш (Чернігівський район, Чернігівської області) в ході якого він особисто знищив 18 противників.

### Подвиг
29 вересня 1943 року під час боїв за білоруське село Усохи (Брагінський район, Гомельська область) підрозділи 62-го гвардійського кавалерійського полку опинилися під ворожим вогнем, тоді командир розрахунку Тафтізан Міннігулов добровільно зголосився знищити вогневі точки противника. Вогнем з автомата і гранатами він знищив ворожий мінометний розрахунок, а також підірвав танк супротивника, але при виконанні завдання загинув. Похований у братській могилі на південно-західній околиці села Галки (Брагінський район, Гомельська область Білорусі).
Указом Президії Верховної Ради СРСР від 15 січня 1944 року гвардії сержант Тафтізан Тагірович Міннігулов посмертно нагороджений званням Героя Радянського Союзу з врученням медалі «Золота Зірка» і ордена Леніна.

## Нагороди
- Герой Радянського Союзу (15 січня 1945)
  - Медаль «Золота Зірка»
  - Орден Леніна
- Орден Вітчизняної війни II ступеня (3 листопада 1943)
- Орден Червоної Зірки (28 лютого 1943)

## Пам'ять
В Уфі ім'я Тафтізана Міннігулова увічнено золотими літерами на меморіальних дошках разом з іншими іменами всіх 78-й Героїв Радянського Союзу 112-ї Башкирської (16-ї гвардійської Чернігівської) кавалерійської дивізії на будівлі Національного музею Республіки Башкортостан, а також його ім'я висічено на будівлі Музею 112-ї Башкирської (16-ї гвардійської Чернігівської) кавалерійської дивізії.
У рідному селі Тафтізана Міннігулова встановлено його бюст; на будівлі школи, де він навчався, відкрито меморіальну дошку. Його ім'ям названа одна з вулиць у місті Баймак.